# Polska Agencja Antydopingowa
Polska Agencja Antydopingowa (POLADA) – polska państwowa osoba prawna z siedzibą w Warszawie, nadzorowana przez ministra właściwego do spraw kultury fizycznej, utworzona 1 lipca 2017 roku na podstawie przepisów ustawy o zwalczaniu dopingu w sporcie. Polska Agencja Antydopingowa jest członkiem Instytutu Narodowych Agencji Antydopingowych (iNADO) i stroną Światowego Kodeksu Antydopingowego przyjętego w marcu 2003 roku przez Światową Agencję Antydopingową (WADA). Dyrektorem Polskiej Agencji Antydopingowej jest Michał Rynkowski.   
Polska Agencja Antydopingowa zastąpiła - działającą od 1988 roku Komisję do Zwalczania Dopingu w Sporcie. W porównaniu z Komisją, Polska Agencja Antydopingowa posiada szereg nowych uprawnień – w szczególności współpracę śledczą z Policją, prokuratorami, Służbą Celno-Skarbową, Żandarmerią Wojskową czy Strażą Graniczną. Ustawa daje możliwość wymiany informacji między tymi służbami a Agencją, co pozwala jej na prowadzenie własnych dochodzeń w sprawach dopingowych.

## Zadania
Do zadań Agencji należy: 
- określanie zasad i przebiegu kontroli antydopingowej,
- ustanawianie reguł dyscyplinarnych dotyczących dopingu w sporcie,
- planowanie i przeprowadzanie kontroli antydopingowej w okresie podczas zawodów oraz w okresie poza nimi,
- szkolenie i podnoszenie kwalifikacji kontrolerów antydopingowych Agencji,
- przyznawanie zgody na używanie danej substancji zabronionej lub metody zabronionej przez zawodnika w celach terapeutycznych,
- opracowywanie, wdrażanie i wspieranie programów edukacyjnych, informacyjnych i szkoleniowych w zakresie zwalczania dopingu w sporcie.

## Link zewnętrzny
- Oficjalna strona internetowa